# Mayo 2 Kaw
Mayo 2 Kaw, de son vrai nom Marius Brassé, né le 22 décembre 1986 à Kaw en Guyane, est un chanteur de musique traditionnelle créole guyanaise.

## Style musical
Son style de musique sont les rythmes traditionnelles créoles guyanais, comme le kasékò, le grajé, le léròl, laboulanjèr, le kanmougwé, le béliya, le grajévals, le kaladja etc.
Ces premières armes musicales, Mayo 2 Kaw les a faites avec le groupe Rékawgui, puis avec la formation Ti groupe, et enfin Kaw-Ak.